# Бургос (провінція Сассарі)
Бургос, Бурґос (італ. Burgos, сард. Su Burgu) — муніципалітет в Італії, у регіоні Сардинія,  провінція Сассарі.
Бургос розташований на відстані близько 340 км на південний захід від Рима, 130 км на північ від Кальярі, 55 км на південний схід від Сассарі.

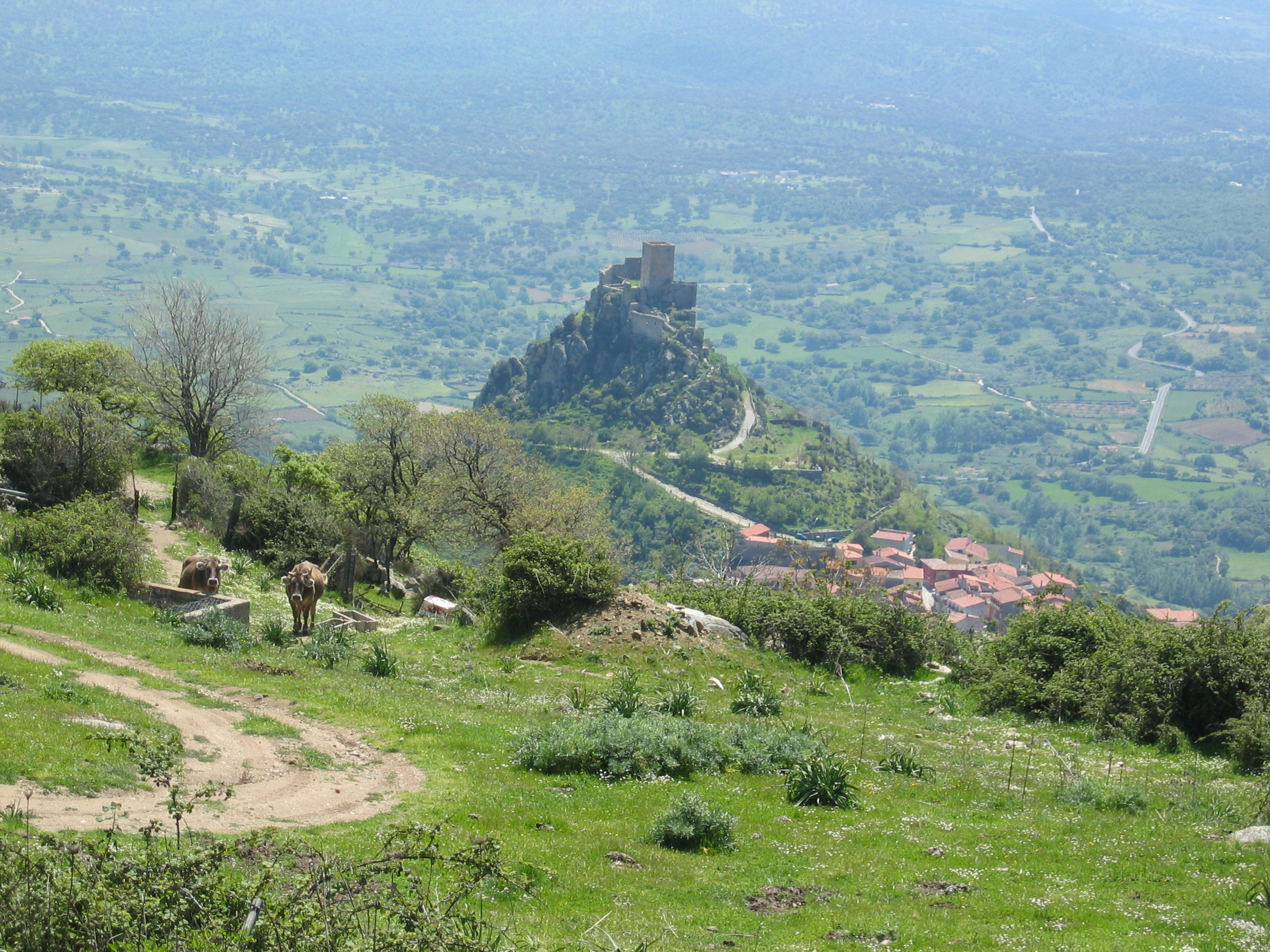

Населення — 941 особа (2014).

## Демографія
Населення за роками:

Станом на 1 січня 2023 року в муніципалітеті офіційно проживали 4 іноземці з 3 країн, серед них 2 громадяни країн Євросоюзу.

## Сусідні муніципалітети
- Боно
- Боттідда
- Еспорлату
- Іллораї